# Dawson Duel
Dawson Duel is een duellerende tweeling-rodelachtbaan in het Belgische dieren- en attractiepark Bellewaerde te Ieper.

## Gegevens
De attractie - zonder de ondersteunende constructie - is afkomstig van het Duitse bedrijf Wiegand en is 25 meter hoog. Bezoekers moeten eerst via een wandelpad met een trap naar boven wandelen doorheen de natuur tot op het instapplatform tussen de boomtoppen. Van daaruit vertrekken twee banen van elk 450 meter lang, de lift terug naar boven niet meegerekend.
In één gondel kunnen twee personen plaatsnemen. De voorste persoon zit vast met een tweepunts-veiligheidsgordel, de achterste persoon met een driepuntsgordel. Eenmaal in het station aangekomen, moet men op een weegschaal gaan staan. Het maximale gewicht voor in de karretjes is 160 kilogram in totaal.
De theoretische capaciteit zou volgens RCDB per baan zo'n 500 personen per uur zijn. Het park zelf spreekt van een 800 personen per uur in totaal.
De topsnelheid van de baan ligt vanwege wrijving en andere weerstand op ongeveer 40 km/u. Dit is een normale topsnelheid voor een rodelbaan van Wiegand.

### Bekendmaking en persconferentie
De hoogte van de attractie werd reeds in najaar 2016 bekendgemaakt, bij de aankondiging. De capaciteit volgde begin januari. De rest van de gegevens, zoals baanlengte, naam en andere details, volgden op een persconferentie op 27 januari op de parking van het park vanwaar de attractie goed te zien is.
Bijzonder is dat er in tegenstelling tot andere rodelachtbanen van Wiegand ook geen remmen zullen aanwezig zijn op de karretjes. Ook werd bekendgemaakt dat er 40 gondels komen.

## Primeur
Deze attractie is na Boomerang, de eerste werkende Vekoma-boomerang ter wereld, en El Volador, de eerste HUSS Topple Tower ter wereld, de derde wereldprimeur voor het park: het wordt de eerste rodelachtbaan ter wereld die niet op een helling wordt aangelegd, maar op palen zoals een echte achtbaan.
Ter info: Wiegand had op het moment dat Bellewaerde de attractie aankondigde wereldwijd reeds 170 rodelachtbanen gebouwd, allemaal op hellingen. Hierbij gaf het bedrijf zelf aan dat ondersteuningen maximaal 6 meter hoog konden zijn om eventuele te steile hellingen te kunnen overbruggen. Er werd zodoende een nieuw soort ondersteuningen ontwikkeld, vergelijkbaar met die van echte achtbanen, om deze attractie mogelijk te maken.
Naast deze wereldprimeur haalt Bellewaerde met deze attractie ook nog een Europese primeur binnen: het is de eerste duellerende rodelachtbaan van Europa.

## Bouw

### Voorbereidingen
Met de voorbereidingen van de attractie werd reeds gestart in oktober 2016, vóór het Halloweenseizoen. Dit was merkbaar aan de ingang van Gold Rush, die werd afgesloten. Deze bevond zich een eindje naast Piratenboot en leidde de mensen eerst langs een wandelpad door het bos. De show is sedertdien te betreden via een poort vlak naast de tribune die vroeger diende als dienstingang, dicht bij de ingang van het park.
Daarnaast zijn er ook tijdens het eind van het seizoen al heel wat voorbereidende werkzaamheden geweest, die onzichtbaar waren voor de bezoekers van het park. Zo zijn er een aantal bomen gerooid, is er beton gestort voor fundering van de palen en zijn er kabels aangelegd.

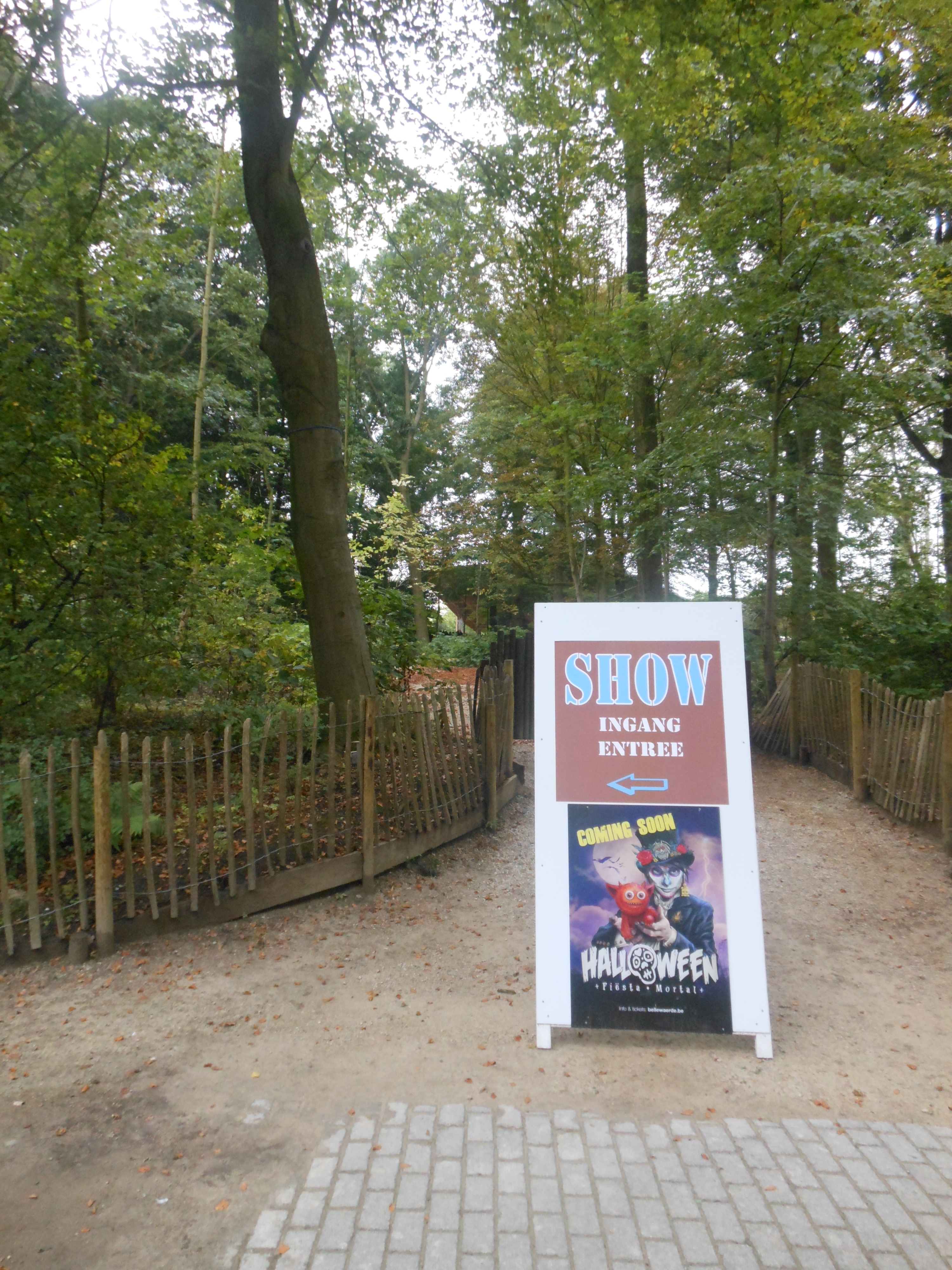
De afgesloten oude ingang van Gold Rush.
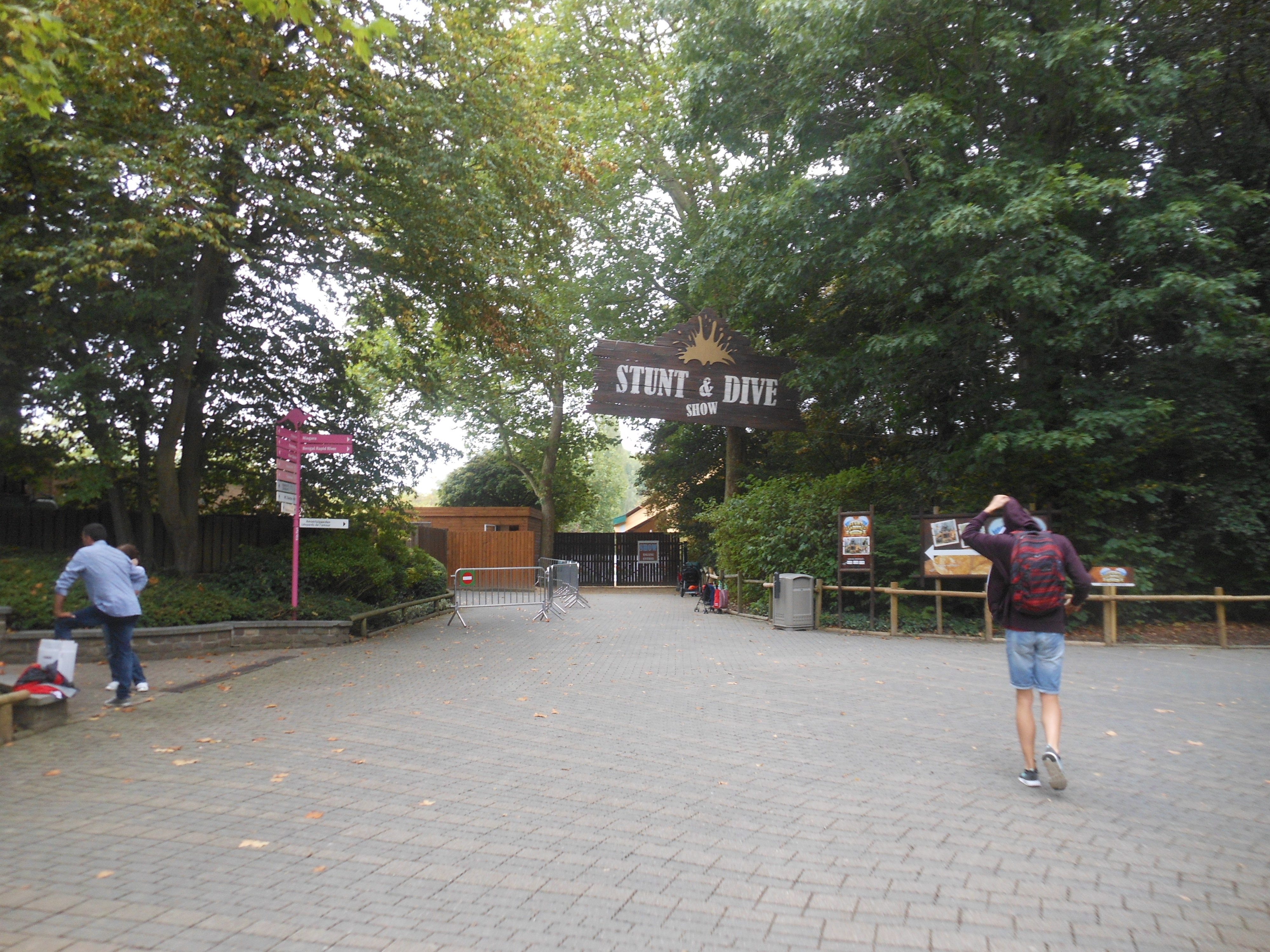
De "nieuwe" ingang van Gold Rush.

### Ondersteuningen

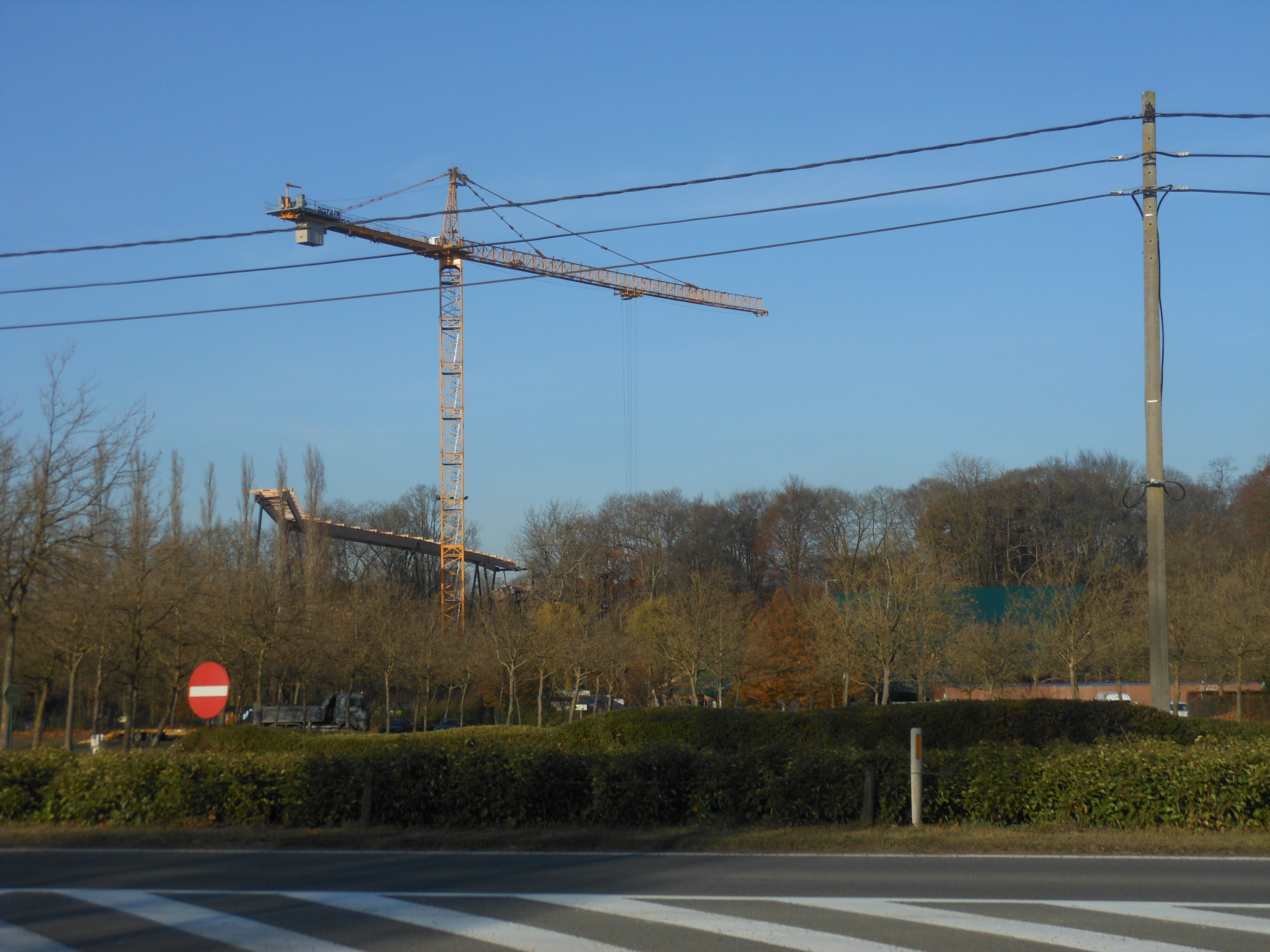
27 november 2016: de ondersteuningen voor de start van de baan staan overeind.

Meteen na ingaan van de winterstop, na de laatste Halloweendag, werd gestart met de constructie. Omwonenden van het park konden grote bouwkranen, die ver boven de bomen uitsteken, zien verschijnen op vrijdag 18 november. Een dag later verscheen op internet een foto, die door Looopings werd overgenomen, waaruit bleek dat de hoogste ondersteuningen reeds overeind stonden.
Een week later (zie afbeelding) waren de hoge ondersteuningen reeds met elkaar verbonden. Hierop zou later de baan gemonteerd worden.

### Uitkijktoren
Begin 2017 werd een tweede vergelijkbare constructie rechtgezet, vanop de parking gezien links van de bestaande constructie. Daarvan verschenen voor het eerst foto's op internet op 11 januari 2017. Waar aan de eerste constructie al met hout wordt gewerkt, is deze tweede constructie volledig uit metaal. Ook werd meegedeeld dat de bouw van de achtbaan zelf door Wiegand niet meer lang op zich zal laten wachten. Deze constructie bleek later de uitkijktoren te zijn.
Rondom de basis van de uitkijktoren is een trap gemonteerd die zal dienen als evacuatieweg of personeelsingang naar het instapstation.
Het hoogste punt van de totale constructie werd bereikt op 10 maart 2017 toen met een grote hijskraan het op de grond in elkaar gestoken dak op de toren werd gemonteerd.

### Constructie baan

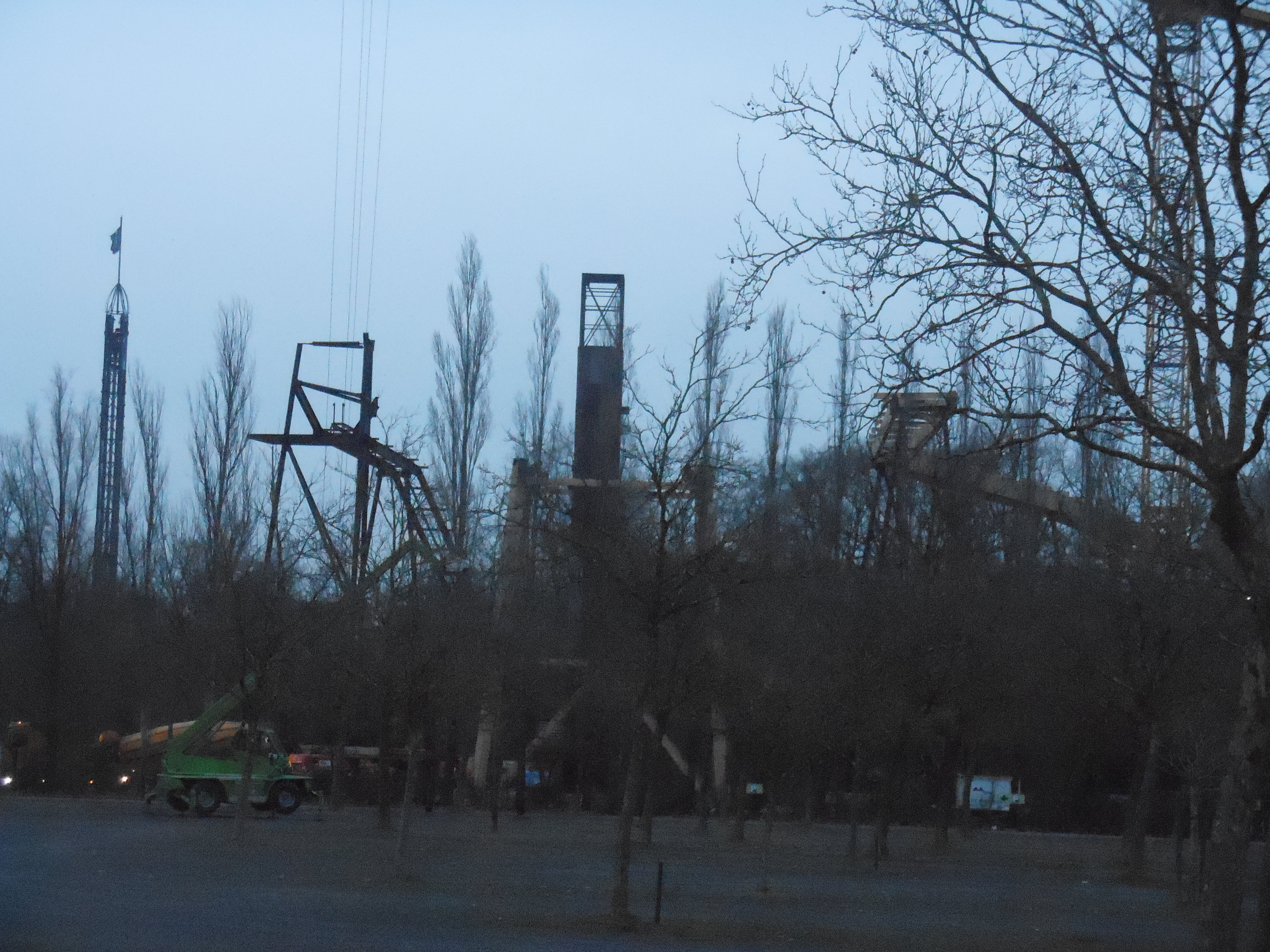
Volledige constructie op de dag van de persconferentie (27 januari 2017).

Op de persconferentie bleek dat er al een heel deel van de baan gemonteerd was op een lager gelegen deel van de eerste constructie. Het hout op de eerste constructie bleek bovendien als adapter te dienen tussen de metalen palen en de rodelachtbaan zelf, waardoor duidelijk werd dat dit niet de wandelbrug wordt maar de attractie zelf.

### Wandelbrug
De constructie voor de wandelbrug werd als laatste in elkaar gezet. Eind februari waren de eerste ondersteuningen hiervoor rechtgezet. Deze bestaat uit grote metalen frames waarop een houten vloer is aangebracht. Op 16 maart publiceerde het park een overzichtsfoto, genomen vanuit de uitkijktoren, waarop zichtbaar is dat de constructie zo goed als af is.

### Elektronica en systemen
Een opening bij seizoensstart, waarnaar gestreefd werd, werd niet gehaald. 27 maart, 3 dagen voor opening van het park, was de baan zelf gereed, maar moest nog onder andere de elektronica op de baan gemonteerd worden en de computersystemen in de toren geïnstalleerd. Het park communiceerde vanaf dan dat de attractie in mei zou openen.

## Tests en opening
Op 27 april verscheen een artikel op ThemeParkFreaks met een video van tests in die week waarbij gondels voor het eerst, weliswaar traag, door de baan geleid werden om de baan te testen. Begin mei was nog altijd geen openingsdatum bekendgemaakt. Op donderdag 4 mei 2017 maakte het park via de website bekend dat de attractie klaar was en de dag erna, op vrijdag 5 mei 2017, zou openen.
Afbeeldingen